# Пробій

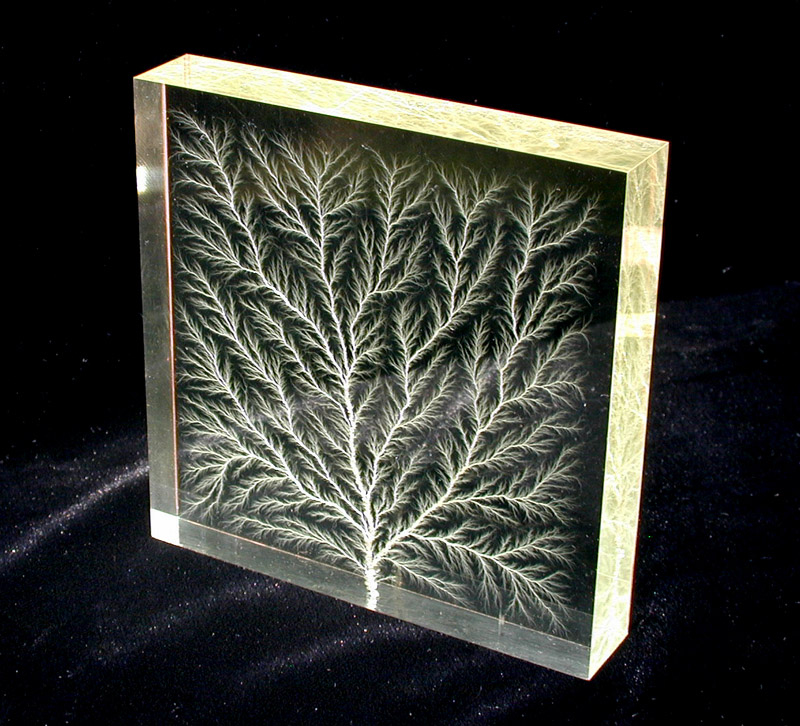
Пробій твердого діелектрика може назворотно змінити його вигляд і властивості

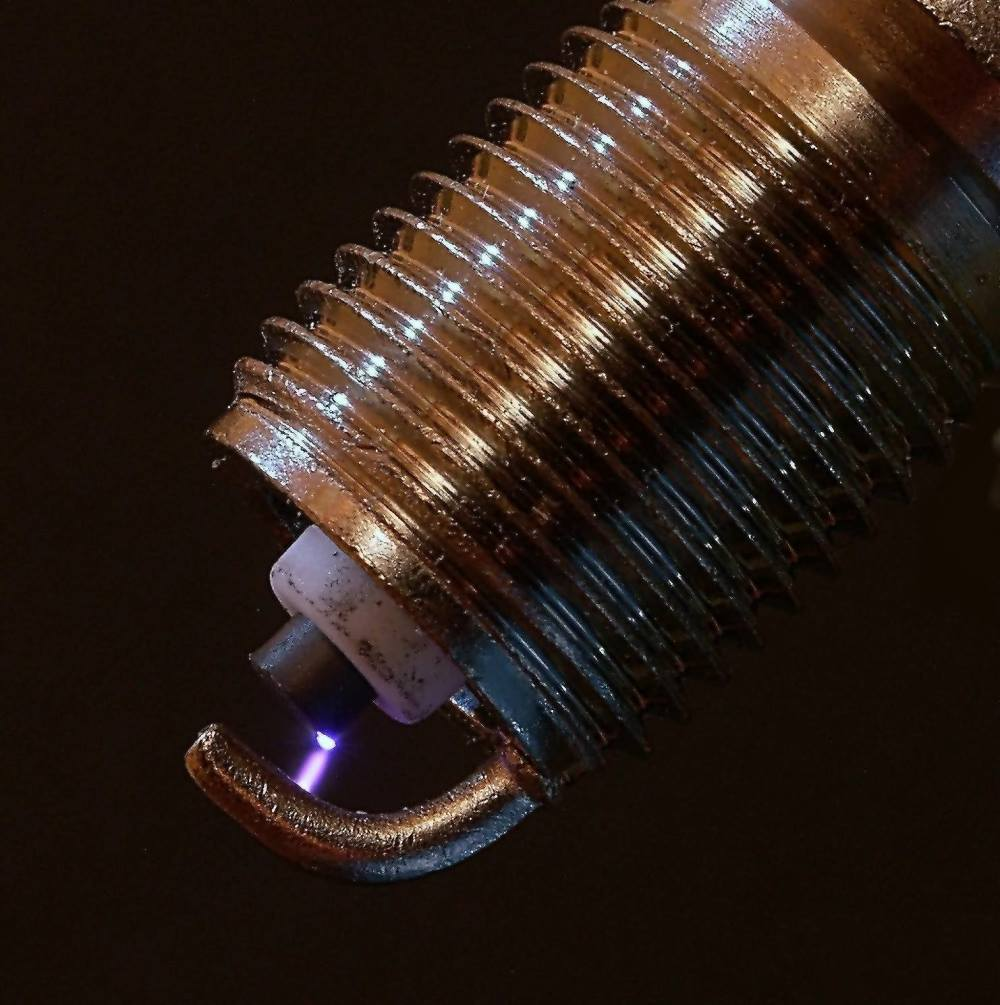
Пробій газового діелектрика на свічці запалювання

Пробі́й — явище втрати діелектриком електроізоляційних властивостей з утворенням каналу електропровідності при розміщенні його в електричному полі. Кожний діелектрик може бути використаний тільки при напруженостях електричного поля, що не перевищують певного граничного значення. Якщо напруженість поля перевищить деяке критичне значення, відбудеться пробій діелектрика або порушення його електричної міцності. При цьому наскрізний струм, що проходить через діелектрик, різко зростає, а опір діелектрика падає, що приводить до втрати його електроізоляційних властивостей. При пробої газоподібного або рідкого діелектрика в результаті рухливості молекул після зняття напруги «пробита» ділянка відновлює свої початкові властивості.
Значення напруги, при якій відбувається пробій діелектрика, називається пробивною напругою, а відповідне значення напруженості поля — електричною міцністю діелектрика.
За ДСТУ 2648-94:
Пробій (ізолятора) — розряд у твердому ізоляційному матеріалі ізолятора, що викликає повну втрату його діелектричної міцності.
Пробій газу обумовлюється явищем ударної і фотонної іонізації. Пробій рідких діелектриків відбувається в результаті іонізаційних теплових процесів. Одним із найголовніших факторів, що сприяють пробою рідин, є наявність у них сторонніх домішок. Пробій твердих тіл може викликатися як електричними, так і тепловими процесами, перебіг яких залежить від характеру електричного поля (постійного чи змінного, імпульсного, низької чи високої частоти), наявності в діелектрику дефектів, зокрема закритих пор, від умов відводу тепла та часу дії напруги.
У залежності від умов утворення пробою та виду діелектрика розрізняють такі різновиди:
- Пробій твердих діелектриків:
  - електричний пробій;
  - електрохімічний пробій;
  - електротепловий пробій;
- Пробій газоподібних діелектриків.
- Пробій рідких діелектриків.